# Solanum ramonense
Solanum ramonense är en potatisväxtart som beskrevs av Conrad Vernon Morton och Paul Carpenter Standley. Solanum ramonense ingår i släktet skattor som ingår i familjen potatisväxter. Inga underarter finns listade i Catalogue of Life.